# Ethan Frome
Pour le film, voir Ethan Frome (film).
Ethan Frome, également traduit en français sous le titre Sous la neige, est un roman court publié en 1911 par l’auteur américain Edith Wharton. Son action se situe dans la ville fictive de Starkfield, Massachusetts. Le roman a inspiré un film, Ethan Frome, réalisé par John Madden en 1993.
En France, le roman paraît pour la première fois en 1912 sous le titre Sous la neige.

## Intrigue

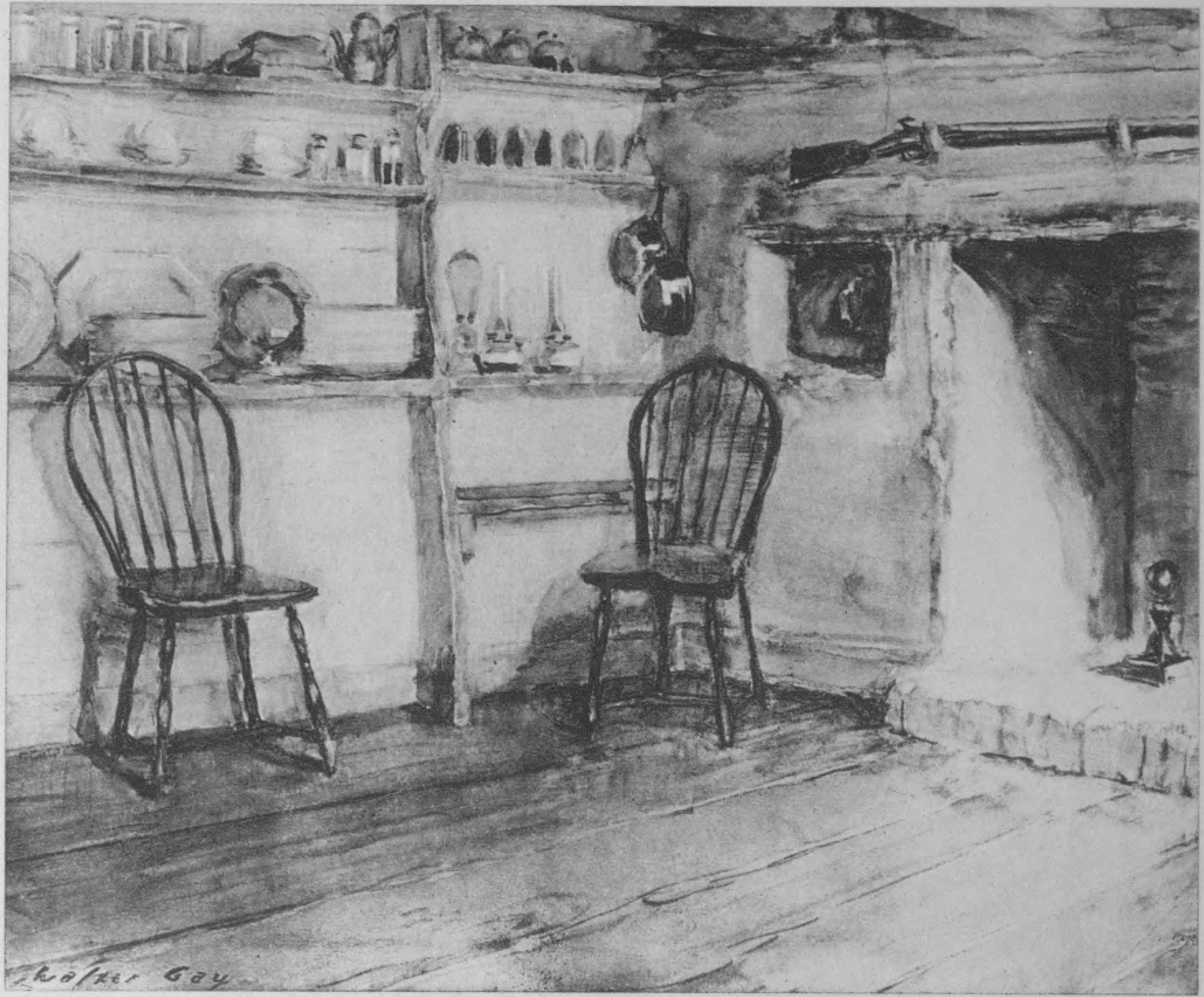
« Ethan Frome Kitchen », frontispice de l'édition de 1922, d'après un tableau de Walter Gay

Le roman est constitué d'une longue analepse. Le prologue s'ouvre avec le narrateur, un ingénieur qui doit passer, pour affaires, un hiver à Starkfield, une ville fictive du Massachusetts. Il est intrigué par un homme taciturne, dont la prestance contraste avec une « claudication pénible ». Il parvient à apprendre que cet homme, nommé Ethan Frome, a été victime vingt-quatre ans auparavant d'un grave accident, mais personne ne semble vouloir lui donner davantage de détails. Lors d'un long trajet, pendant une tempête de neige, Ethan Frome finit par confier son histoire au narrateur. 
À l'époque, il a vingt-huit ans et est marié depuis sept ans à une femme acariâtre et hypocondriaque, Zeena. Il tire de maigres revenus d'une petite ferme et d'une vieille scierie. Mattie Silver, une jeune cousine de sa femme, vit avec eux et les aide à s'occuper des soins du ménage en échange du gîte et du couvert. Mais Zeena a décidé d'engager une servante, et Mattie doit partir. C'est un déchirement pour les deux jeunes gens, amoureux l'un de l'autre. Ethan ne peut se résoudre à laisser partir Mattie, mais comment abandonner sa femme, alors que ses maigres possessions sont hypothéquées et qu'il ne possède pas assez d'argent pour partir ?

## Écriture
L'histoire d'Ethan Frome a d'abord commencé en tant que composition française, rédigée par Edith Wharton dans le cadre de ses études de français à Paris ; quelques années plus tard, elle reprend l'histoire et la transforme en roman, en s'appuyant sur sa connaissance de la Nouvelle-Angleterre où elle a passé dix ans à The Mount, sa maison de Lenox, dans le Massachusetts. Elle lit des parties de son roman en cours chaque jour à son ami Walter Berry, avocat en droit international. Wharton a vraisemblablement tiré l'épisode de la luge d'un accident qui avait eu lieu en 1904, à Lenox : quatre filles et un garçon qui faisaient de la luge, avaient percuté un lampadaire au bas de la Colline du palais de justice à Lenox. Une jeune fille nommée Hazel Crosby avait été tuée dans l'accident ; une autre, Kate Spencer, avait été blessée à la hanche et au visage ; c'est elle qui a raconté l'accident à Edith Wharton, avec laquelle elle s'est liée d'amitié alors qu'elles travaillent toutes deux à la bibliothèque de Lenox.
Ethan Frome est une des rares œuvres de Wharton se déroulant en milieu rural. Dans son introduction au roman, écrite pour l'édition de 1922, Edith Wharton parle des « affleurements de granit » de la Nouvelle-Angleterre, de l'austérité de ses terres et du stoïcisme de ses habitants. Le lien entre la terre et le peuple est une composante importante du naturalisme : l'environnement façonne le destin de l'homme, et le roman s'attarde avec insistance sur la cruauté des hivers de Starkfield.

## Réception critique
Le New York Times a qualifié Ethan Frome d'« histoire irrésistible et envoûtante ». Edith Wharton a été capable d'écrire un beau livre, distinct de ses autres ouvrages, où ses personnages n'appartiennent pas, cette fois, aux classes supérieures. Cependant, le dilemme que les personnages endurent est toujours fondamentalement le même : le protagoniste doit décider d'accomplir son devoir ou de suivre son cœur. 
Le roman a été critiqué par Lionel Trilling pour son manque de portée morale ou éthique : « Nous ne pouvons faire aucun lien raisonnable entre la vie morale d'Ethan et de Mattie et leur terrible destin. » (« Between the moral life of Ethan and Mattie and their terrible fate we cannot make any reasonable connection »).
Dans sa préface à l'édition de 1922, Edith Wharton qualifie Ethan Frome de conte, et non de roman. La critique Elizabeth Ammons fait des parallèles entre le roman et le conte de Blanche-Neige — un conte où la sorcière, incarnée par Zeena, l'emporterait à la fin, et où Blanche-Neige se transformerait en sorcière. Pour elle, le roman n'est pas du tout dénué de contenu moral, et ce contenu est un message de critique sociale : « aussi longtemps que les femmes seront isolées et rendues dépendantes, les Mattie Silver deviendront des Zeena Frome : les épaves estropiées et froides d'êtres humains (« as long as women are kept isolated and dependent, Mattie Silvers will become Zeena Fromes: frigid crippled wrecks of human beings ») ». Wharton fait de Mattie une handicapée, mais la fait survivre dans le but de démontrer la cruauté du mode de vie imposé aux femmes à cette époque.

## Éditions françaises
- 1912 : Sous la neige (traduit par l'auteur), Paris, Plon-Nourrit et Cie
- 1969 : Ethan Frome, trad. par Pierre Leyris, Paris, Mercure de France
- 1984 : Ethan Frome, trad. par Pierre Leyris, Paris, Gallimard, coll. « L'Imaginaire »
- 1993 : Ethan Frome (sans nom de traducteur), Paris, UGE, coll. « 10/18 »
- 2014 : Ethan Frome, trad. par Julie Wolkenstein, Paris, P.O.L, coll. « Formatpoche »

Le roman paraît en livrel sous le titre Sous la neige.

## Adaptation au cinéma
- 1993 : Ethan Frome, film américano-britannique de John Madden, interprété par Liam Neeson et Patricia Arquette.